# Esteban VIII de Moldavia

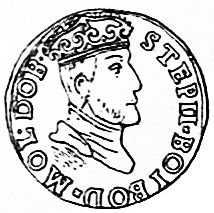
Ştefan Răzvan en su moneda

Esteban VIII de Moldavia, Ştefan Răzvan (ejecutado en diciembre de 1595) fue un voivoda moldavo-gitano de Valaquia que llegó a príncipe de Moldavia ( 24 de abril de 1595 – agosto 1595).

## Biografía
Era hijo de un gitano musulmán otomano y una campesina rumana. Por aquel entonces, los gitanos eran esclavos en esa zona, salvo los de ciudadanía otomana, por lo que su padre y él aprovecharon esa excepción y fueron parte activa de la sociedad local. Sirvió en el ejército de Enrique IV de Francia. Obtuvo el trono de Moldavia gracias al apoyo de Segismundo Báthory. 
Aliado de Miguel el Valiente en su combate contra los turcos, fue sustituido por Ieremia Movilă por los polacos. Previamente se había convertido desde el islam al  cristianismo, atrayendo la ira de los turcos otomanos. Más tarde quiso recuperar el trono con un ejército transilvano, pero fue vencido y empalado.